# Phyllosphingia dissimilis
Phyllosphingia dissimilis är en fjärilsart som beskrevs av Bremer 1861. Phyllosphingia dissimilis ingår i släktet Phyllosphingia och familjen svärmare. Inga underarter finns listade i Catalogue of Life.

## Bildgalleri

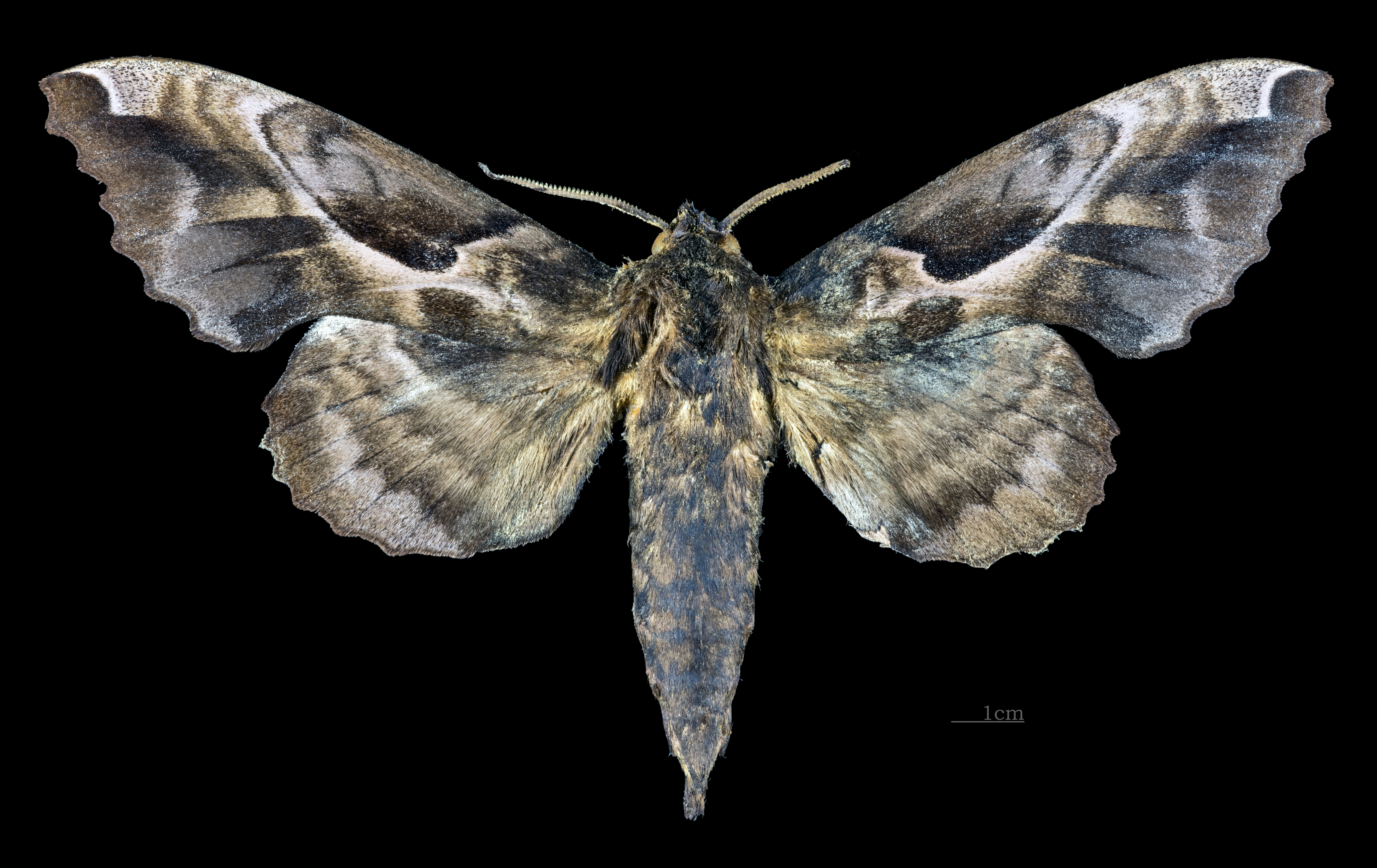
P. d. dissimilis ♂
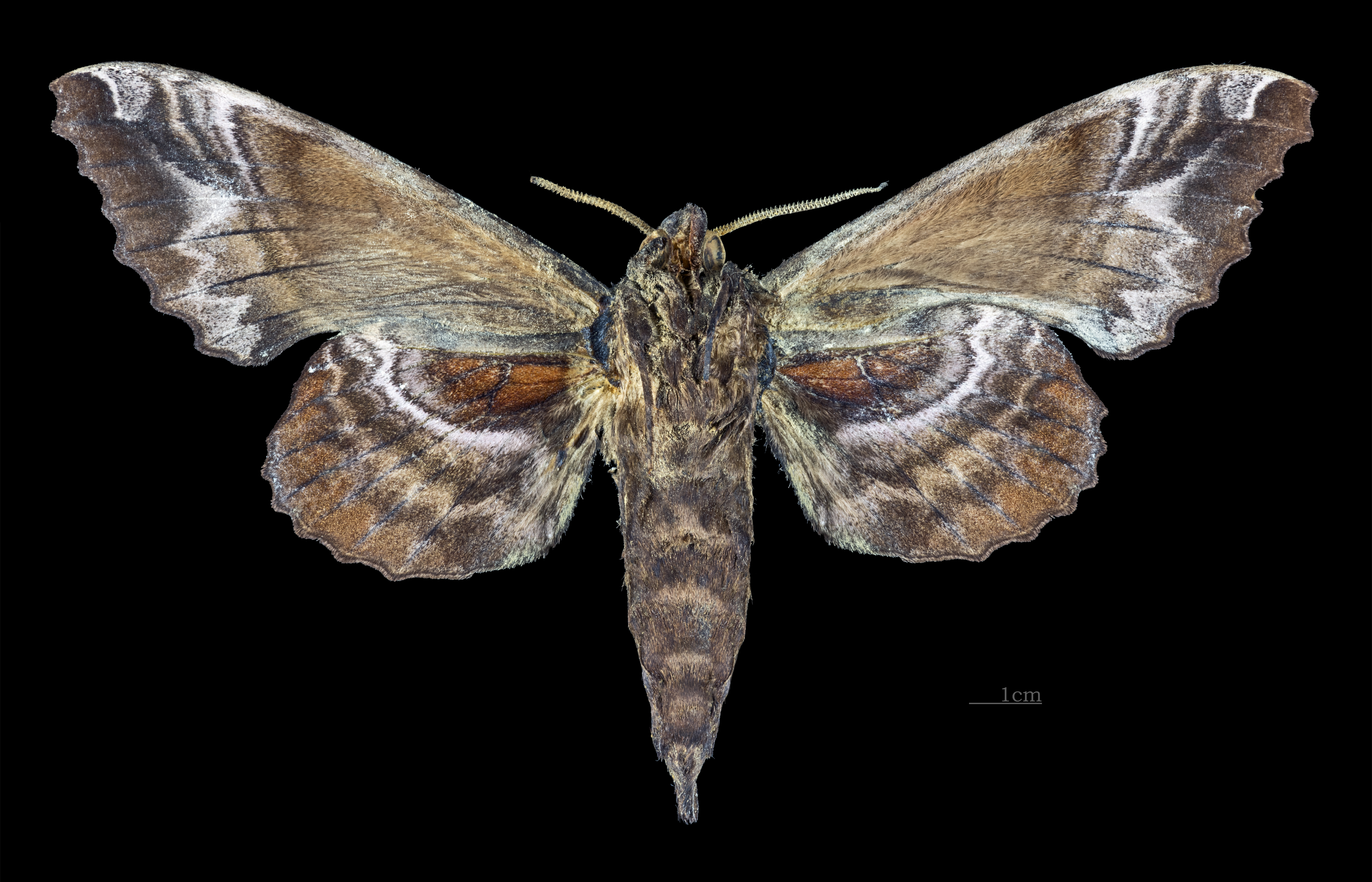
P. d. dissimilis ♂  △
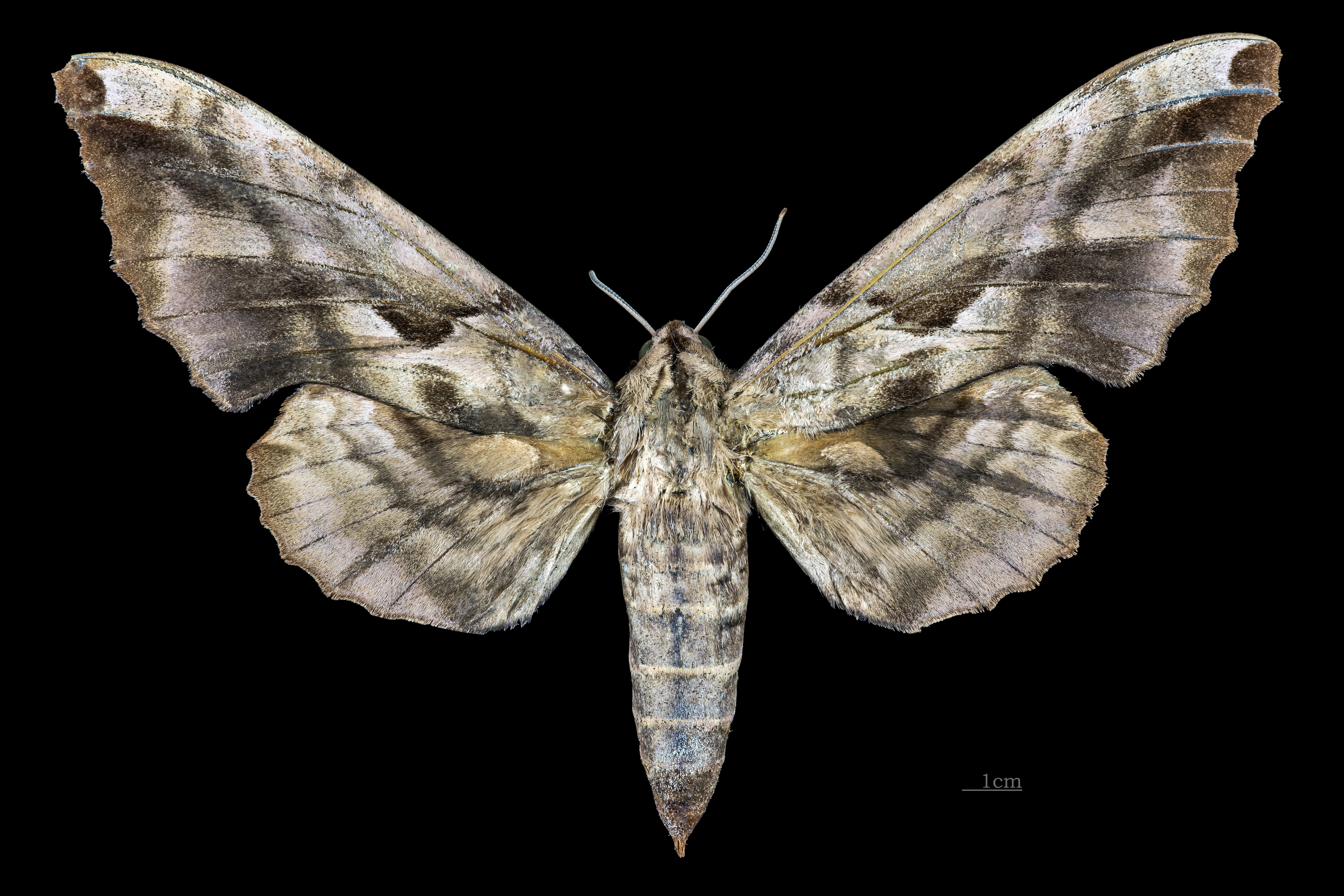
P. d. dissimilis  ♀
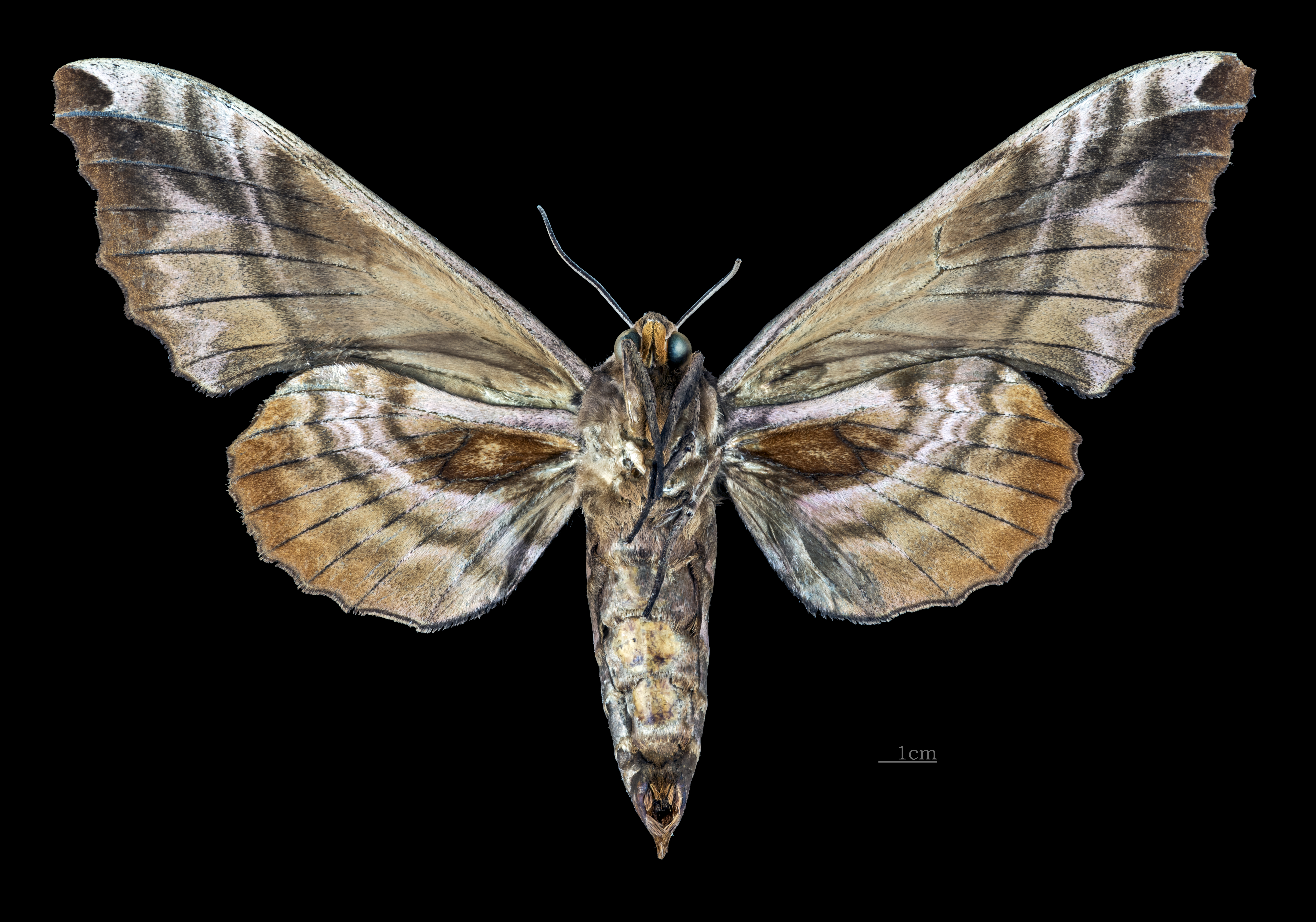
P. d. dissimilis ♀ △